# Museum für Landtechnik und Landarbeit

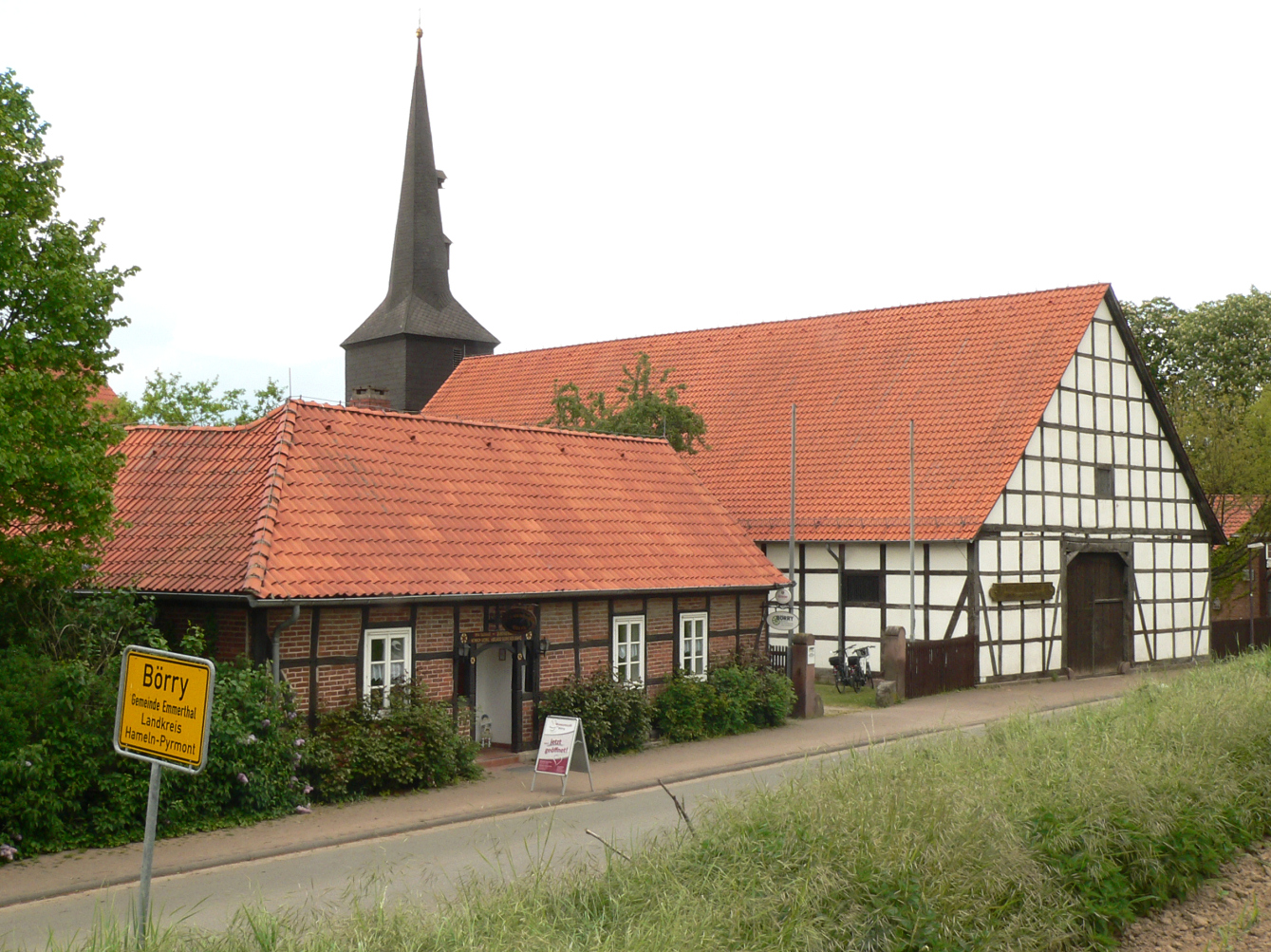
Museum für Landtechnik und Landarbeit

Das Museum für Landtechnik und Landarbeit ist ein Freilichtmuseum in Börry in der Gemeinde Emmerthal in Niedersachsen, das historische Landmaschinen und frühere landwirtschaftliche Arbeitsgeräte aus dem Landkreis Hameln-Pyrmont zeigt. Es befindet sich in einem denkmalgeschützten Bauensemble, bestehend aus einer Hofanlage des 19. Jahrhunderts und der Kirche des früheren Ortsteils Niederbörry.

## Museumsgeschichte
Im Jahr 1980 gründete sich der Verein zur Sammlung von landwirtschaftlichen Arbeitsgeräten im Landkreis Hameln-Pyrmont, der im Laufe der Zeit landwirtschaftliche Maschinen und Geräte zusammentrug, um sie zu restaurieren und zu bewahren. 1985 erwarb die Gemeinde Emmerthal das Gebäudeensemble in Börry und ließ es für eine museale Nutzung sanieren. 1990 eröffnete das Museum. Der Trägerverein nannte sich 1991 in Förderverein Museum für Landtechnik und Landarbeit um.

## Beschreibung

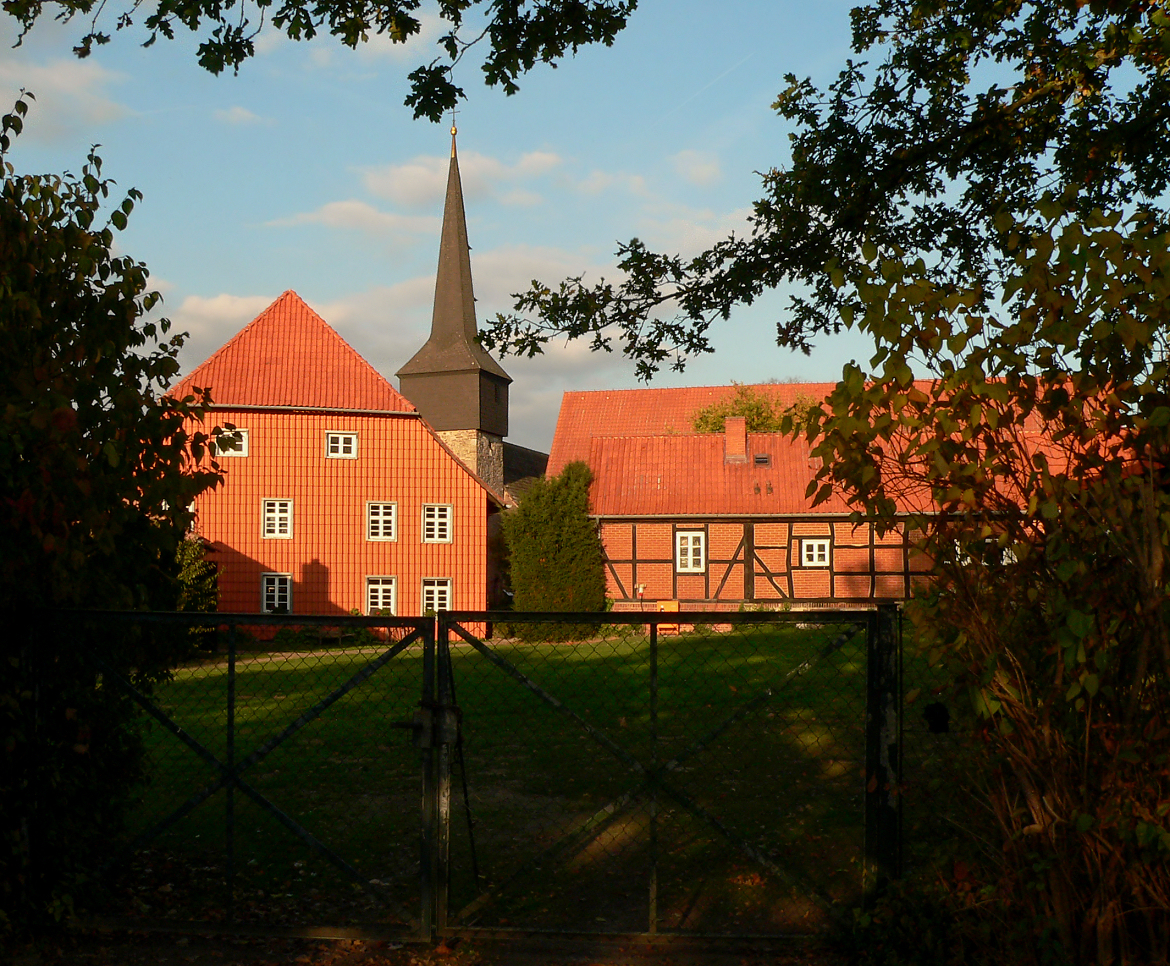
Seitenansicht des Museumsgeländes

Das 8000 m² große Museumsgelände im früheren Dorfmittelpunkt von Niederbörry umfasst fünf größere Gebäude, die besichtigt werden können. Dazu gehören das ehemalige Wohnhaus des landwirtschaftlichen Anwesens der Familie Grave, das 1818 als Durchgangsdielenhaus errichtet wurde. Ein weiteres Gebäude ist die 1851 als zweigeschossiger Fachwerkbau errichtete ehemalige Scheune des Hofes. Zur Anlage gehören darüber hinaus ein historisches Backhaus, in dem sich heute das Museumscafé befindet, sowie ein als Werkstatt und Archiv genutztes Gebäude. Den Mittelpunkt des Museumensembles bildet die Kirche von Niederbörry. Sie entstand im 13. Jahrhundert im romanischen Stil und wurde unter Einbeziehung der alten Bausubstanz um 1620 mit einem Glockenturm neu errichtet. Das ehemalige Pfarrhaus von Niederbörry gehört ebenfalls zur Museumsanlage.

## Ausstellung
Das Museum vermittelt einen Einblick in das bäuerliche Leben verschiedener Epochen. Es thematisiert den Wandel von der manuellen zur mechanisierten Landwirtschaft. Auf dem Außengelände sind historische Landmaschinen und Traktoren ausgestellt.
Die gezeigten Landmaschinen wurden unter anderem in den Themenbereichen Aussaat, Ernte, Dreschen, Antriebsmaschinen, Saatgutaufbereitung, Düngung, Rüben- und Kartoffelanbau eingesetzt. Weitere Ausstellungsthemen sind Viehhaltung, Milchwirtschaft, Hauswirtschaft, Weben sowie Hausschlachtung.
Im Jahresverlauf finden auf dem Museumsareal verschiedene Aktivitäten und Veranstaltungen wie Weihnachtsmarkt,  Handwerkermarkt, Musikveranstaltungen sowie Dorffeste statt.